# Шеперд, Хилари
Хи́лари Ше́перд (англ. Hilary Shepard), урождённая — Шапи́ро (англ. Shapiro; 10 декабря 1959, Нью-Йорк, Нью-Йорк, США) — американская актриса

 и певица.

## Биография
Хилари Шеперед, урождённая Шапиро, родилась 10 декабря 1959 года в Нью-Йорке (штат Нью-Йорк, США). В конце 1980-х годов, Шепард была солисткой и ударницей в недолговечной девичьей музыкальной группе «American Girls».
Когда группа распалась, она начала актёрскую карьеру, появившись в множестве фильмов и телесериалов. Шеперд наиболее известна тем, что сыграла роль злой пиратской королевы, Диватокс, в фильме «Турбо: фильм о могучих рейнджерах». В первой половине телесериала «Могучие рейнджеры: Турбо» Шеперд была заменена актрисой Кэрол Хойт в роли Диватокс, поскольку она была в декретном отпуске, но позже она вернулась к роли во второй половине сериала.
Она также сыграла две роли в телесериале «Звёздный путь: Глубокий космос 9» — Прапорщика Хойу и Лорен, одного из генетически усиленных людей.
Она сыграла Зену в фильме «Сканнер-полицейский».
Шеперд и актриса Дэрил Ханна совместно создали две настольные игры: «Love It or Hate It» и «LIEbrary», последняя из которых была анонсирована Ханной на «Шоу Эллен ДеДженерес» в декабре 2005 года.
В 2017 году она сыграла в короткометражном фильме «Орден».
В 1997 году Хилари вышла замуж за художник-постановщика Ника Тёрнера, у них родилось две дочери — Скарлетт Роуз и Кэссиди Тёрнер, но позже они развелись.

## Избранная фильмография
| Год       |    | Русское название                 | Оригинальное название          | Роль              |
| --------- | -- | -------------------------------- | ------------------------------ | ----------------- |
| 1985      | ф  | Частный курорт                   | Private Resort                 | Ширли             |
| 1985      | ф  | Радиоактивные грёзы              | Radioactive Dreams             | лидер байкеров    |
| 1986      | ф  | Крутые ребята                    | Tough Guys                     | Сэнди             |
| 1987      | с  | Пятница, 13-е                    | Friday the 13th: The Series    | Леди Смерть       |
| 1988      | ф  | Везучка                          | Lucky Stiff                    | Цисси             |
| 1988      | с  | Семейные узы                     | Family Ties                    | Иветт             |
| 1989      | с  | Мерфи Браун                      | Murphy Brown                   | Джесси            |
| 1989      | ф  | Рота Беверли-Хиллз               | Troop Beverly Hills            | продавщица        |
| 1989      | с  | Золотые девочки                  | The Golden Girls               | Иветт             |
| 1992      | с  | Полный дом                       | Full House                     | Джули             |
| 1994      | ф  | Сканнер-полицейский              | Scanner Cop                    | Зена              |
| 1995      | ф  | Теодор Рекс                      | Theodore Rex                   | Сара Химинес      |
| 1996—1998 | с  | Звёздный путь: Глубокий космос 9 | Star Trek: Deep Space Nine     | Хойя / Лорен      |
| 1997      | с  | Могучие рейнджеры: Турбо         | Power Rangers Turbo            | Диватокс          |
| 1998      | тф | Воссоединение семейки Аддамс     | Addams Family Reunion          | Кэтрин Адамс      |
| 1998      | с  | Могучие рейнджеры: В космосе     | Power Rangers in Space         | Диватокс          |
| 1999      | с  | Диагноз: убийство                | Diagnosis: Murder              | Бренда Лок        |
| 1999      | с  | Город пришельцев                 | Roswell                        | медсестра Сьюзан  |
| 2002      | с  | Расследование Джордан            | Crossing Jordan                | Труди             |
| 2002      | с  | C.S.I.: Место преступления       | CSI: Crime Scene Investigation | Миссис Дель Негро |
| 2005      | ф  | Сорокалетний девственник         | The 40-Year-Old Virgin         | девушка в баре    |